# Нова Воля (Козеницький повіт)
Нова Воля (пол. Nowa Wola) — село в Польщі, у гміні Ґрабув-над-Пилицею Козеницького повіту Мазовецького воєводства.
Населення — 157 осіб (2011).
У 1975-1998 роках село належало до Радомського воєводства.

## Демографія
Демографічна структура станом на 31 березня 2011 року:
|          | Загалом | Допрацездатний вік | Працездатний вік | Постпрацездатний вік |
| -------- | ------- | ------------------ | ---------------- | -------------------- |
| Чоловіки | 79      | 19                 | 57               | 3                    |
| Жінки    | 78      | 17                 | 46               | 15                   |
| Разом    | 157     | 36                 | 103              | 18                   |